# ISO 3166-2:AD
ISO 3166-2:AD é o subconjunto de códigos definidos no ISO 3166-2, parte do padrão ISO 3166 publicado pelo Organização Internacional para Padronização (ISO), para os nomes das principais subdivisões de Andorra.
Os códigos cobrem 7 paróquias. Cada código compõe-se de duas partes, separadas por um hífen. A primeira parte é AD, o código de Andorra ISO 3166-1 alfa-2, e a segunda parte é um subcódigo de dois dígitos.

## Códigos atuais
Códigos ISO 3166 e nomes de subdivisões são listados como publicado pela Maintenance Agency (ISO 3166/MA). As colunas podem ser classificadas clicando nos respectivos botões.
| Código | Nome da paróquia    |
| ------ | ------------------- |
| AD-07  | Andorra la Vella    |
| AD-02  | Canillo             |
| AD-03  | Encamp              |
| AD-08  | Escaldes-Engordany  |
| AD-04  | La Massana          |
| AD-05  | Ordino              |
| AD-06  | Sant Julià de Lòria |

## Mudanças
As seguintes alterações a norma ISO 3166-2:AD foram anunciadas em boletins pela ISO 3166/MA desde a primeira publicação do padrão ISO 3166-2, em 1998:
| Informativo | Data de publicação | Descrição da mudança                                            |
| ----------- | ------------------ | --------------------------------------------------------------- |
| I-8         | 2007-04-17         | Adição da subdivisão administrativa e dos seus elementos código |

Os códigos para as subdivisões foram introduzidos na Newsletter I-8.